# The Big Channel
The Big Channel fue un canal de televisión infantil argentino lanzado en asociación con la desaparecida empresa importadora de juguetes Cartan.

## Historia

### Primeros años (1990-1994)
The Big Channel fue lanzado oficialmente a principios de 1990, aunque su presentación se realizó a mediados de 1989. Rápidamente se posicionó como uno de los primeros canales de cable infantiles de Argentina, con una programación continua las 24 horas del día. El canal nació vinculado a la empresa Cartan S.A., uno de los principales importadores de juguetes en Argentina, conocida por distribuir marcas como Tyco. La propuesta era clara: un canal de entretenimiento infantil que, además de programas, funcionara como una gran vidriera para sus productos.
En 1994, se formalizó la figura empresarial detrás de la señal con la creación de The Big Channel S.A. (Argentina), que registró en el Diario Oficial de Uruguay las marcas "THE BIG CHANNEL" (clases 38 y 41) y "THE BIG MAGAZINE" (clase 16). Esto muestra que, desde el inicio, la señal estaba respaldada por una sociedad específica.

### El quiebre de Cartan y la irrupción de Pramer (1995 y 1996-2000)
En enero de 1995, Cartan S.A. entró en quiebra. La caída de su principal sostén comercial dejó a The Big Channel fuera de la grilla de Cablevisión. En paralelo, la productora Pramer (Productora América, fundada en 1993), que había estado vinculada a la señal como socio operativo, decidió disolver la sociedad con The Big Channel y lanzar un canal 100% propio: Magic Kids.
Ese mismo año, The Big Channel reapareció en otras cableras. Para entonces, Pramer adquirió The Big Channel y comenzó a manejar de manera directa su operación, aunque con menos fuerza de marketing que en la era Cartan. De esta forma, la señal sobrevivió en paralelo a Magic Kids, pero perdió su rol protagónico en el mercado, emitiendo una programación basada en aquellas series que no eran de interés para la programación de Magic Kids.
Durante la segunda mitad de los 90, la relación entre The Big Channel y Pramer se consolidó. Material institucional de 1996 ya lo mostraba bajo el paraguas de la productora, y en marzo de 1998, un artículo de La Nación lo enumeró oficialmente como uno de los "doce canales propios" de Pramer, junto a Magic Kids, Canal (á) y CV-Sat, entre otros. La transición estaba completa: Big era ahora una señal de Pramer.

### El cierre y la marca en manos de Pramer (2001)
Aunque The Big Channel continuó hasta el 3 de septiembre de 2001, la competencia y la falta de contenidos fuertes lo dejaron fuera de juego. Años más tarde, en 2009, la marca "BIG THE BIG CHANNEL" figuraba registrada a nombre de PRAMER S.C.A., cerrando el ciclo de absorción legal e intelectual de la señal.
Fue, junto a Magic Kids, uno de los medios principales para la masificación del anime en Argentina.

## Series emitidas

### 1990-1996
- Alf
- Alf: La serie animada
- Animaniacs
- Babar
- Batman: La serie animada
- Bravestarr
- Beetlejuice
- Beverly Hills Teens
- Bill y Ted
- Bucky O'Hare
- Bumpety Boo
- Calabozos y dragones
- Campamento Candy
- Candy Candy
- Capitán N
- Capitán Planeta
- Capitán Poder y los soldados del futuro
- Creepy Crawlers
- Daniel el travieso
- Defensores de la Tierra
- Double Dragon
- Doug
- El ataque de los tomates asesinos
- El castillo de Eureka
- El Chapulín Colorado
- El Chavo del 8
- Ewoks
- El Conde Pátula
- El Festival de Porky
- El libro de la selva (anime)
- El Mago de Oz
- El mundo de Bobby
- El Rey Arturo (anime)
- El show de Super Mario Bros.
- Garfield y sus amigos
- Fuerza G
- G.I. Joe
- Gran Mazinger
- Gumby
- Heathcliff
- He-Man y los amos del universo
- Highlander: La serie animada
- ¡Hola! Sandybell
- Inspector Gadget
- Isla de los osos
- Jayce y los guerreros rodantes
- Jem
- Katts y su perro
- Kissyfur
- Lalabel, La niña mágica
- La ballena Josefina
- La familia Buckle y sus amigos
- La leyenda de Zelda
- La novicia rebelde
- Las aventuras de José Miel
- Las aventuras de la Tropa Rex
- Las aventuras de Teddy Ruxpin
- Las aventuras del Corcel Negro
- Las cruzadas tóxicas
- Las nuevas aventuras de Batman
- Las nuevas aventuras de Superman
- Las Tortugas Ninja
- Looney Tunes
- Los autos locos
- Halcones Galácticos
- Los nuevos Archies
- Los pequeños Muppets
- Los verdaderos cazafantasmas
- Mazinger Z
- Mighty Max
- Mi pequeño pony: La serie animada
- Mr. Hipo
- Muchacho Lobo
- Perrine, sin familia
- Pif y Hércules
- Pinwheel
- Popples
- Punky Brewster: La serie animada
- Ren & Stimpy
- RoboCop: La serie animada
- Robotech
- Rugrats
- She-Ra
- Shoe People
- Space Cats
- Starcom
- Star Wars: Droids
- Super agente Cobra
- 'Súper Amigos
- Superman
- Tarzán el rey de la selva
- Taz-Mania
- The Comic Strip
- Thunderbirds
- Thundercats
- Tiny Toons
- Tom y Jerry
- Toribio
- Transformers (generación 1 y 2)
- Tres pequeños fantasmas
- Widget
- Wish Kid
- Zazoo U

### 1996-2001
- Casper
- Cuentos de la cripta: La serie animada
- Cuentos de la selva
- El mago de los sueños
- El show de la flaca escopeta y Carmelo
- Félix, el gato
- George de la selva
- Halcones Galácticos
- Kimba, el león blanco
- La Garrapata
- Las aventuras de Sonic
- Las aventuras de Zippy y Zac: Los tucanes detectives
- Los Locos Addams: La serie animada
- Los bebedinos
- Los justicieros
- Los vampiros tomatosos
- Mighty Orbots
- Nonsense and Lullabyes: Poems For Children
- Nonsense and Lullabyes: Nursery Rhymes
- Óscar y sus amigos
- Robinson Sucroe
- Robots Ninja
- Rupert
- Sailor Moon
- Skeleton Warriors
- Sooty's Amazing Adventures
- Tenko, el templo de la magia
- Transformers: Guerra de bestias
- Gatos Samurai